# Амбардах (приток Маймечи)
Амбардах (также Амбардаах) — река в Таймырском Долгано-Ненецком и Эвенкийском районах Красноярского края России, левый приток реки Маймеча (бассейн Хеты).

## Общая информация
Длина реки — 235 км, площадь водосборного бассейна — 6640 км². Река берет начало в восточной части плато Путорана, вытекая из озера Баселак на высоте 597 м над уровнем моря.
Течёт по холмистой лесотундровой местности преимущественно в северо-восточном направлении. Впадает в Маймечу в 280 км от её устья. Течение извилистое, для реки характерны пороги и перекаты. Питание снеговое и дождевое. При отсутствии дождей в августе сильно мелеет.
Ширина реки варьируется от 40 м близ истока до 80 м недалеко от устья. Скорость течения — 0,2-0,4 м/сек.
Основные притоки (от устья): Хэрки (лв), Атырджах (Атырдяк) (лв), Тамнаксангда (пр), Хэркими (лв), Ырды-Тас-Юрях (пр), Дюмок (пр).

## Данные водного реестра
По данным государственного водного реестра России и геоинформационной системы водохозяйственного районирования территории РФ, подготовленной Федеральным агентством водных ресурсов:
- Бассейновый округ — Енисейский
- Речной бассейн — Хатанга
- Речной подбассейн — Хета
- Водохозяйственный участок — Хета
- Код водного объекта — 17040100112117600026594